# 1998 en Palestine
Chronologie de la Palestine
- 1994
- 1995
- 1996
- 1997
- 1998
- 1999
- 2000
- 2001
- 2002

Cette page concerne les évènements survenus en 1998 en Palestine :

## Évènements
- 9 août : Le troisième gouvernement de Palestine prête serment et reste dirigé par Yasser Arafat[1].
- 23 octobre :
- Accords de Wye Plantation qui prévoit un retrait israélien de 13 % supplémentaires de Cisjordanie. Il sera gelé peu de temps après.
- Le Malawi reconnaît l'État de Palestine. 101 pays reconnaissent l'État de Palestine à la fin de 1998[2].
- 15 novembre : La Palestine célèbre le 10e anniversaire de la Déclaration d'indépendance de la Palestine[3].

## Création
- Le gouvernement de Benyamin Netanyahou entérine la création du Grand Jérusalem (en), comprenant Jérusalem-Est (Territoire palestinien occupé)[4].
- 24 novembre : Ouverture de l'aéroport international Yasser Arafat.
- Centre d'études des droits de l'homme de Ramallah (en)
- Collège universitaire des sciences appliquées (en)
- Équipe nationale de futsal de la Palestine (en)
- Hôpital gouvernemental de Jéricho (en)
- Moyen-Orient Non-violence et démocratie (en)
- This Week in Palestine, mensuel.

## Dissolution
- Second gouvernement Arafat (en)